# Casertana Football Club

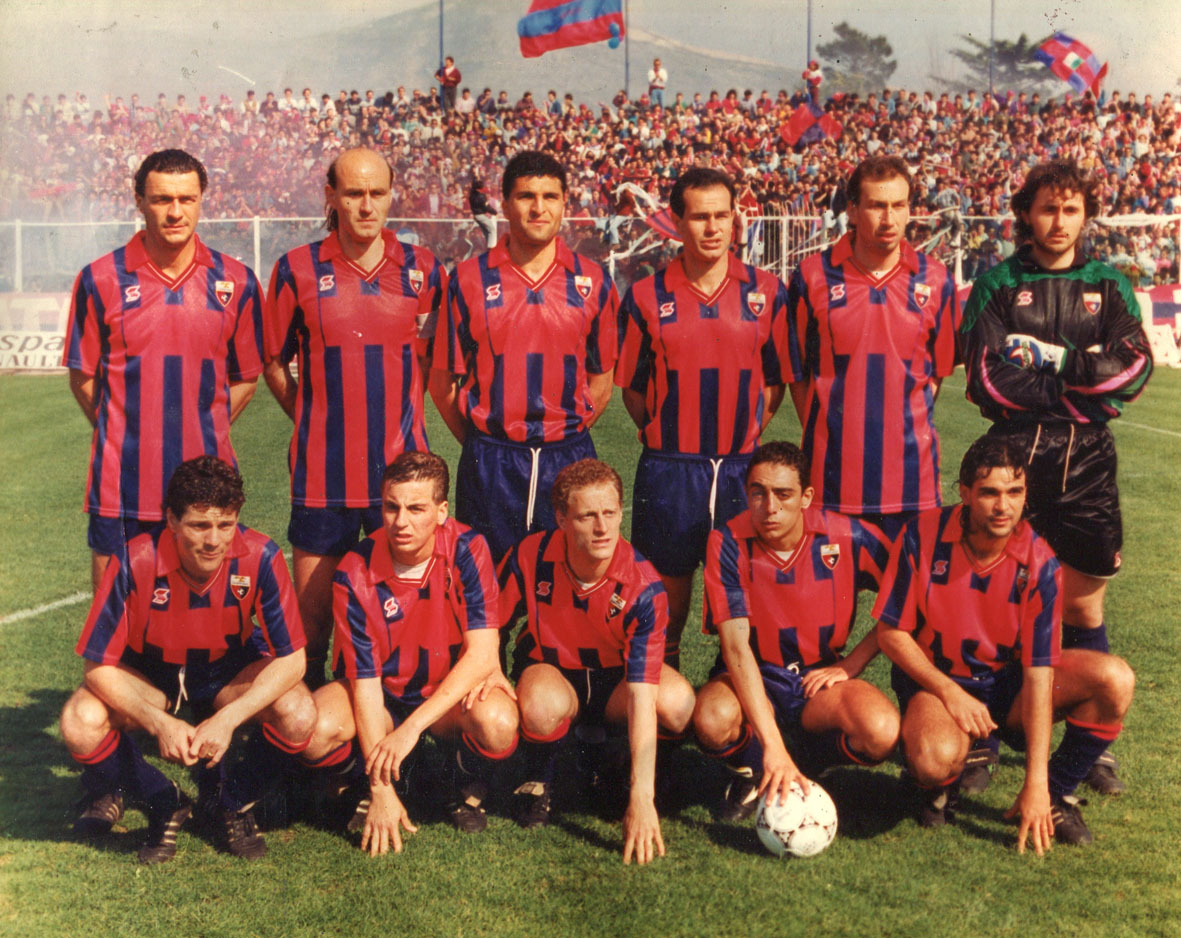
La Casertana logró el ascenso a la Serie B en la temporada 1990-91.

El Casertana Football Club es un club de fútbol de Italia, con sede en Caserta, en Campania. Fue fundado en 1908 y refundado en varias oportunidades. Compite en la Serie C, tercera categoría del fútbol italiano.

## Historia
En 1908 fue fundado el primer club de fútbol de Caserta, el Robur Foot Ball Club, que disputó sus primeros partidos en el campo del Palacio Real de Caserta. Posteriormente, el equipo cambió su nombre a Unione Sportiva Volturno (1911) y Associazione Sportiva Ausonia (1921). También se produjo una evolución del uniforme, ya que se cambiaron los colores blanco y negro por el negro y verde. Finalmente, en 1924, de la fusión de los principales clubes de la ciudad nació la Unione Sportiva Casertana, que lucía los colores del escudo de Caserta, el rojo y el azul. El club se inscribió en la máxima división de ese entonces, la Prima Divisione, pero al término de la temporada bajó al nivel inferior. En 1932, la U.S. Casertana desapareció y fue sólo en 1936 que fue refundada como Associazione Calcio Caserta.
Tras jugar en las divisiones menores de Italia, finalmente en 1970 el conjunto casertano ascendió a la Serie B, donde permaneció una sola temporada; hubo que esperar hasta acabar la temporada 1990/91 para disfrutar de otro ascenso al segundo nivel del Calcio. Sin embargo, tras otro descenso a la tercera división, en 1993 el club quebró y fue excluido de la Federación Italiana de Fútbol. En el verano siguiente, fue fundado un nuevo club, Casertana Football Club S.p.A., que se inscribió en la Serie D (la más importante liga amateur italiana).
En el 2005, fue refundado con el nombre de Rinascita Falchi Rossoblù, tras adquirir los derechos deportivos del Real Aversa, que militaba en la Eccellenza Campania. En el 2012 asumió el nombre actual.

## Símbolos
El escudo de la Casertana F.C. tiene una punta inferior en ojiva y una parte redondeada en medio de los flancos. Está partido en dos cuarteles: el de la izquierda es rojo y el de la derecha es azul oscuro. En el centro aparece una pelota de cuero y el año de fundación del conjunto, 1908. Impreso en la parte de arriba del borde exterior, de color de oro, está el nombre del club. Sobre el jefe del escudo se ubica un halcón, símbolo de la Casertana; de ahí deriva el apodo de "Falchetti" (pequeños halcones).

## Uniforme
Los colores del club son el rojo y el azul, también presentes en el escudo y en la bandera de la ciudad de Caserta.

## Estadio

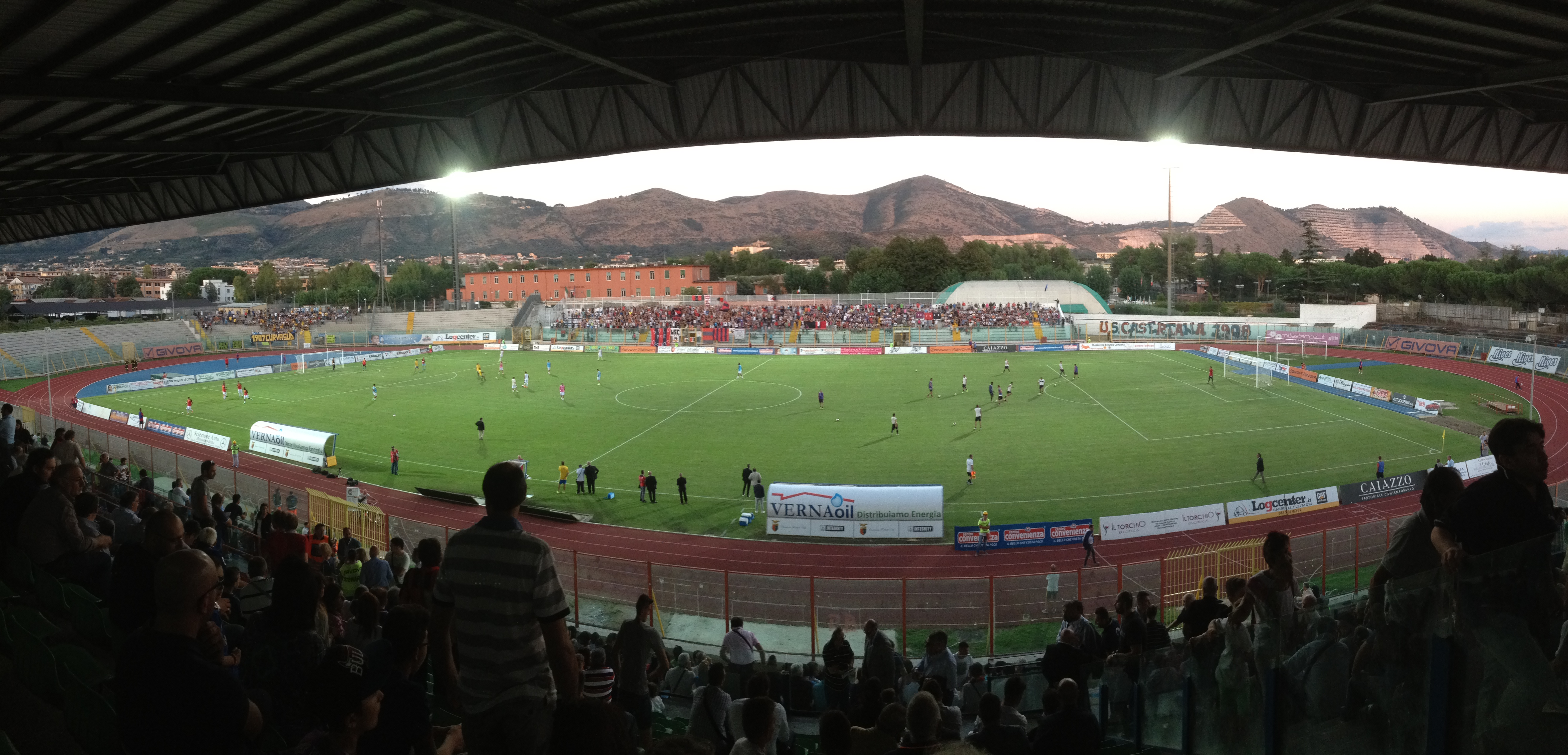
Estadio Alberto Pinto.

La Casertana disputa sus encuentros de local en el Estadio Alberto Pinto, con capacidad de 12.000 espectadores (homologada: 6.017).

## Palmarés

### Torneos interregionales
- Serie C (1): 1969-70
- Serie C1 (1): 1990-91
- Serie C2 (1): 1980-81
- Campionato Nazionale Dilettanti (1): 1995-96

### Torneos regionales
- Eccellenza Campania (2): 2006-07, 2008-09
- Copa Italia de Aficionados Campania (1) : 2006-07